# フィルヒナー・ロンネ棚氷

南極の棚氷。
フィルヒナー・ロンネ棚氷は青で示されている。

フィルヒナー・ロンネ棚氷（フィルヒナー・ロンネたなごおり、英語: Filchner-Ronne Ice Shelf）は、南極にある棚氷。ウェッデル海の南部を覆っている。
フィルヒナー棚氷（Filchner Ice Shelf）とロンネ棚氷（英語: Ronne Ice Shelf）を併称したもので、ロンネ・フィルヒナー棚氷（英語: Ronne-Filchner Ice Shelf）とも呼ばれる。

## 地理

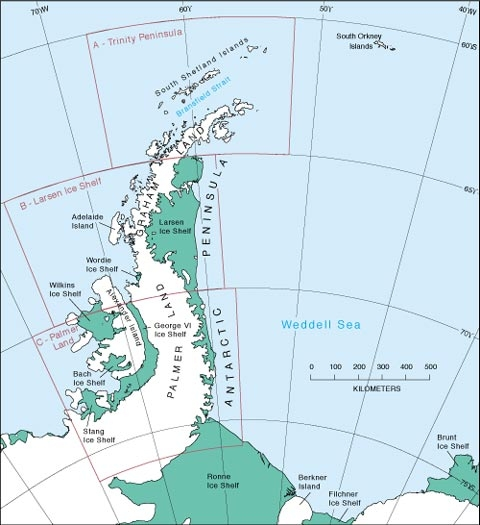
南極半島とロンネ棚氷・フィルヒナー棚氷

### 位置・広がり
ウェッデル海の南部を覆う棚氷で、面積は約450,000平方キロメートル。南極の棚氷ではロス棚氷に次ぐ広さを持つ。バークナー島以西をロンネ棚氷、バークナー島以東をフィルヒナー棚氷という。
西にエルスワースランド、北西に南極半島、東にコーツランドに囲まれている。

### 領有権主張
アルゼンチン、イギリス、チリが、フィルヒナー・ロンネ棚氷の全域もしくは一部の領有を主張している。3か国の主張は重複している。
イギリスは西経20度から西経80度の範囲を「イギリス領南極地域」として領有を主張している。
アルゼンチンは西経25度から西経74度の範囲を「アルゼンチン領南極地域」として領有を主張している。
チリは西経53度から西経90度を「チリ領南極」として領有を主張している。
いずれの主張も南極条約により凍結されている。
- 「アルゼンチン領南極地域」
- 「イギリス領南極地域」
- 「チリ領南極」

## 歴史・名称

### フィルヒナー棚氷
フィルヒナー棚氷の東部は、1912年の1月から2月にかけて、ヴィルヘルム・フィルヒナー率いるドイツの観測隊によって発見された。フィルヒナーはこの土地の名をドイツ皇帝ヴィルヘルム2世に献じようとしたが、皇帝は発見者の名をつけることを望んだ。

### ロンネ棚氷
ロンネ棚氷の名は、アメリカ合衆国の探検家フィン・ロンネの名にちなむ。
ロンネは1947年から1948年にかけてアメリカ海軍予備隊 (United States Navy Reserve) によるロンネ南極調査探検隊 (Ronne Antarctic Research Expedition) （RARE）を率いた。ロンネの探検隊は1947年11月から12月にかけて、2回の航空機による観測によりこの棚氷の北部を発見し、写真を撮影した。ロンネは棚氷を"Lassiter Shelf Ice"と名付け、その南部に広がる陸上と考えられた地域をエディス・ロンネ・ランド（Edith Ronne Land）と命名した。エディス・ロンネ (Edith Ronne) はフィンの妻で、探検隊の一員であり、同隊に参加したジェニー・ダーリントンとともに、南極で越冬した最初の女性の一人となった。 
1957年から1958年、アメリカ合衆国は国際地球観測年に合わせてエルスワース基地 (Ellsworth Station) を設置し、ロンネが率いてこの地域の調査が行われた。その結果、棚氷はそれまで考えられていた以上に広く、大陸と考えられ "Edith Ronne Land" と命名されていた地域の大部分を含むことが分かった。James Lassiter の名はパーマーランドの海岸にも命名されていたため、アメリカ合衆国の南極地名諮問委員会（US-ACAN）は、この巨大な棚氷をロンネ棚氷と命名することを承認した。ロンネの指揮の下、この棚氷が最初に観測され、探検されたことを記念するものである。